# Itrotungstita-(Nd)
La itrotungstita-(Nd) és un mineral de la classe dels òxids.

## Característiques
La itrotungstita-(Nd) és un hidròxid de fórmula química NdW₂O₇(OH)·H₂O. Va ser aprovada com a espècie vàlida per l'Associació Mineralògica Internacional en el mes d’octubre de l'any 2023, i encara resta pendent de publicació. Cristal·litza en el sistema monoclínic. És l'equivalent amb neodimi de l'itrotungstita-(Ce) i l'itrotungstita-(Y).
Les mostres que van servir per a determinar l'espècie, el que es coneix com a material tipus, es troben conservades a les col·leccions del Museu Nacional d'Història Natural de Luxemburg, amb el número de catàleg WPA504, i al laboratori de mineralogia de la Universitat de Lieja, amb el número de catàleg ULG 21981.

## Formació i jaciments
Va ser descoberta a la mina Nyakabingo, un dipòsit de tungstè que es troba uns 10 km al nord-oest de Kigali, a la província del Nord, a Ruanda, sent la primera espècie descoberta en aquest indret. Aquesta mina és l'únic lloc a tot el planeta on ha estat descrita aquesta espècie mineral, tot i que podria també haver estat trobada a la mina Clara, a Oberwolfach (Baden-Württemberg, Alemanya).